# Sodagreen
Sodagreen est un groupe de rock-folk-pop sinophone (chinois-mandarin) originaire de Taïwan. Le groupe est composé de Wu Tsing-Fong (Greeny) au chant, de Jing-yang He (A-fu) à la guitare acoustique, de Jia-kai Liu (Kay) à la guitare électrique, de Xin-yi Xie (Claire) à la basse, de Jia-qi Gong (A-Gong) au clavier et à l'alto et Jun-wei Shi à la batterie.
Avant son début, Sodagreen était déjà actif dans la musique underground. Ils ont été découverts par Wei-zhe Lin, producteur de musique indépendante, au Festival de Rock Hohaiyan (Hohaiyan Rock Festival). Le premier single du groupe, Air (空氣中的視聽與幻覺) parait en 2004 et leur premier album Sodagreen (蘇打綠同名專輯)  en 2005. La popularité de Sodagreen en Asie de l'Est augmente avec la sortie de leur troisième album intitulé Absolutely Beautiful (無與倫比的美麗) en 2008.
La musique de Sodagreen est d'une grande diversité. Le groupe est remarquable surtout de ses paroles poétiques, l'arrangement extraordinaire et la voix unique de Qing-feng Wu (Greeny).

## Biographie

### Formation et débuts (2001-2003)
Sodagreen a été créé à Taipei. À l'exception de Jia-qi Gong, qui fréquentait l'Université d'Arts de Taipei (TNUA), tous ses membres étaient étudiants de l'Université Nationale Chenchi (NCCU). Cinq d'entre eux étaient en même année d'étude, et Jun-wei SHI était dans la classe supérieure. Uniques comme leur genre de musique, ils étaient relativement connus dans la musique underground et ont gagné plusieurs prix dans des compétitions variées.
En 2003, leur année de remise, ils ont organisé une tournée avec plusieurs concerts à l'ouest de Taïwan comme les dernières représentations avant leur dissolution. Cependant, Wei-zhe LIN les a vus au Festival de Rock Hohaiyan (Hohaiyan Rock Festival) et a décidé de signer un contrat avec eux à l'improviste.

### 2004
Mai : 1er EP Air (空氣中的視聽與幻覺)
Juillet : Sodagreen remporte le Prix du Jury au 5e Festival de Rock Hohaiyan (Hohaiyan Rock Festival) et la sortie du 2e EP Poisson volants (飛魚)
Novembre : 3e EP Believe in Music

### 2005
Septembre : 1er album Sodagreen (蘇打綠同名專輯) et 1er tour de session d'autographe à Taïwan

### 2006
Mai : nommé aux Golden Music Awards
meilleur groupe
meilleurs arrangements pour Oh oh oh oh.... (prix gagné)
Septembre : 4e EP 1000 ans de retard (遲到千年)
Octobre : 2e album Mon petit cosmos (小宇宙)
Décembre : EP Mon avenir n'est pas un rêve (我的未來不是夢) avec le groupe Dream Route

### 2007
Mars : EP Les Yeux bleus (藍眼睛) avec Angela Chang
Mai : nommé aux Golden Music Awards
Best Song Petite chanson d'amour (小情歌)
Best Album Mon petit cosmos (小宇宙) (prix gagné)
Best Composition Petite chanson d'amour (小情歌) (prix gagné)
Meilleures paroles pour Petite chanson d'amour (小情歌)
Meilleurs arrangements pour Petite chanson d'amour (小情歌)
Meilleur producteur : Wei-zhe LIN
Novembre : 3e album Absolutely Beautiful (無與倫比的美麗) et 1er concert au Taipei Arena. Sodagreen est le premier groupe de musique underground à y jouer.

### 2008
Mai : 4e album Chanter avec moi (陪我歌唱), nommé aux Golden Music Awards
Best Song Absolutely Beautiful (無與倫比的美麗)
Best Album Absolutely Beautiful (無與倫比的美麗)
Best Music Video La Gauche (左邊)Yun-xuan XU
Best Composition Absolutely Beautiful (無與倫比的美麗)
Best Arrangement Absolutely Beautiful (無與倫比的美麗)
Meilleur groupe
Août : DVD Absolutely Beautiful au Taipei Arena

### 2009
Janvier : Concert Taïwan Night à Paris et à Cannes (France)
Mai : 5e album Soleil du printemps (春。日光), le début du programme Vivaldi
Septembre : 6e album Chaleur de l'été (夏。狂熱)

### 2010
Mai : nommé aux Golden Music Awards
meilleur Album "soleil du printemps"
meilleur groupe
meilleur composition "tomper'(diao le)- greeny wu
meilleur music vidéo "soleil du printemps
Août : 7e album Once in a life time

## Discographie